# 1. deild karla 2000
Mùa giải 2000 của 1. deild karla là mùa giải thứ 46 của bóng đá hạng hai ở Iceland.

## Bảng xếp hạng
| Vị thứ | Đội          | Số trận | Thắng | Hòa | Thua | Bàn thắng | Bàn thua | Hiệu số | Điểm | Ghi chú                     |
| ------ | ------------ | ------- | ----- | --- | ---- | --------- | -------- | ------- | ---- | --------------------------- |
| 1      | FH           | 18      | 13    | 4   | 1    | 47        | 13       | +34     | 44   | Thăng hạng Úrvalsdeild 2001 |
| 2      | Valur        | 18      | 10    | 4   | 4    | 43        | 20       | +23     | 34   | Thăng hạng Úrvalsdeild 2001 |
| 3      | KA           | 18      | 10    | 4   | 4    | 38        | 23       | +15     | 34   |                             |
| 4      | Víkingur R.  | 18      | 9     | 3   | 6    | 40        | 32       | +8      | 30   |                             |
| 5      | ÍR           | 18      | 7     | 3   | 8    | 31        | 35       | -4      | 24   |                             |
| 6      | Tindastóll   | 18      | 6     | 2   | 10   | 29        | 33       | -4      | 20   |                             |
| 7      | Þróttur R.   | 18      | 5     | 5   | 8    | 24        | 31       | -7      | 20   |                             |
| 8      | Dalvík       | 18      | 6     | 2   | 10   | 32        | 42       | -10     | 20   |                             |
| 9      | Sindri       | 18      | 3     | 9   | 6    | 14        | 20       | -6      | 18   | Xuống hạng 2. deild 2001    |
| 10     | Skallagrímur | 18      | 3     | 0   | 15   | 18        | 67       | -49     | 9    | Xuống hạng 2. deild 2001    |

## Danh sách ghi bàn
| Cầu thủ                      | Số bàn thắng | Đội bóng    |
| ---------------------------- | ------------ | ----------- |
| Hörður Magnússon             | 20           | FH          |
| Sumarliði Árnason            | 19           | Víkingur R. |
| Jóhann Hreiðarsson           | 12           | Dalvík      |
| Atli Viðar Björnsson         | 12           | Dalvík      |
| Þorvaldur Makan Sigbjörnsson | 11           | KA          |
| Pétur Björn Jónsson          | 10           | KA          |
| Arnór Guðjohnsen             | 10           | Valur       |